# Solenopsis fugax
Solenopsis fugace
Espèce
Solenopsis fugax est l'une des 266 espèces de fourmis du genre très commun Solenopsis, de la sous-famille des Myrmicinae.
Elle est répandue dans toute l'Europe (sauf l'Irlande, la Norvège, la Finlande et quelques zones des Balkans), le Proche-Orient, l'Afrique du Nord et l'Est du Paléarctique. C’est la seule membre de son genre à être native des îles Britanniques.
Elle est de couleur jaune à orange.
Solenopsis fugax est une fourmi voleuse ou fourmi brigande. Elle profite de sa petite taille (de 1.5mm à 2.5mm pour les ouvrières et jusqu'à 6mm pour la "gyne") pour pénétrer dans le nid d’autres espèces de fourmis, notamment du genre Lasius, et leur dérober leur couvain pour se nourrir . Elles creusent un tunnel contre la paroi d'un couloir et pénètrent discrètement dans la colonie en faisant un petit trou au niveau du couloir .